# Johann Baptista Josef Zauschner
Johann Baptista Josef Zauschner  ( 1737 -1799 ) fue un botánico, profesor y médico checo, que trabajó en Praga.

## Honores

### Epónimos
Género
- Zauschneria C.Presl 1831 de la familia de Onagraceae.

Especies
- (Hyacinthaceae) Ornithogalum zauschneri Pohl[1]

- (Liliaceae) Ornithoxanthum zauschneri Link[2]

- La abreviatura «Zauschn.» se emplea para indicar a Johann Baptista Josef Zauschner como autoridad en la descripción y clasificación científica de los vegetales.[3]